# Carol Chomsky
Carol Doris Chomsky, född Schatz 1 juli 1930 i Philadelphia, Pennsylvania, USA, död 19 december 2008 i Lexington, Massachusetts, USA, var en amerikansk lingvist och utbildningsspecialist, som studerade språkinlärning hos barn.

## Biografi
Chomsky var från 1949 gift med Noam Chomsky som hon hade känt sedan hon var fem år gammal. Hennes mor hade varit lärare på en hebreisk skola där Noams far var rektor. Hon studerade vid University of Pennsylvania och tog där en kandidatexamen i franska 1951.
Paret var en tid bosatta på HaZore'a, en kibbutz i Israel. Trots hennes intresse för att bli mekaniker eller traktorförare, vid tiden för hennes vistelse i kibbutzen 1953, var hon inte riktigt redo för det. Det var långt före det ens fanns ord för kvinnors rättigheter enligt Judith Chomsky, hustru till Noam Chomsky yngre bror.
Istället tog Chomsky en doktorsexamen i lingvistik vid Harvard University år 1968, efter att ha arbetat i skolan för att se till att hon skulle kunna försörja sig i händelse av att hennes make skulle skickas till fängelse för sitt aktiva motstånd mot Vietnamkriget. Hon var sedan professor på fakulteten av Harvard Graduate School of Education från 1972 till 1997.
Chomskys mest kända verk var hennes bok The Acquisition of Syntax in Children From 5 to 10 (1969), där hon undersökt hur barn utvecklar sin förståelse av den underliggande grammatiska strukturen i sitt modersmål och hur de använder denna färdighet att tolka meningar av ökande komplexitet när de blir äldre. Trots tidigare vetenskapliga uppfattningar om att barn fullgör förvärvet av syntax vid fem års ålder, visade Chomskys forskning att barn fortsätter att utveckla de färdigheter, som behövs för att förstå komplexa språkliga konstruktioner, även i högre ålder.
Som en del av sin forskning för att förstå hur barn utvecklar förmågan att läsa, utvecklade Chomsky en metod i slutet av 1970 som kallas upprepad läsning, där barn skulle läsa en text tyst medan en inspelning av texten spelades upp. Barnet skulle upprepa processen tills texten kunde läsas flytande utan att lyssna till inspelningen. Forskning har visat att fyra genomläsningar som åtföljs av en inspelning kan vara tillräckligt för att ge extra flyt i läsning för de flesta barn. Mer än 100 studier har utförts på tekniken, där de flesta funnit statistiskt signifikanta förbättringar i läshastighet och ordigenkänning.